# Paul von Hatzfeldt
Pour les articles homonymes, voir Hatzfeld (homonymie).
Melchior-Hubert-Paul-Gustav, comte von Hatzfeldt-Wildenburg (8 octobre 1831, Düsseldorf - 22 novembre 1901, Londres), est un diplomate et homme politique allemand.

## Biographie
Fils du comte Edmund von Hatzfeldt-Wildenburg et de Sophie von Hatzfeldt (fille du prince Franz Ludwig von Hatzfeldt), il suivit des études de droit et de sciences politiques, qu'il a achevé à l'été 1857.
Stagiaire à la Cour de la ville de Berlin, il fait la connaissance et se lie d'amitié avec Friedrich von Holstein. Il se lia également avec la princesse Augusta de Saxe-Weimar-Eisenach, l'épouse du futur empereur Guillaume Ier d'Allemagne.
Il est nommé attaché à la Légation royale de Prusse à Paris, puis secrétaire d'ambassade au Danemark en 1865.
Trois ans plus tard, il a été nommé par Otto von Bismarck au Foreign Office. En raison de ses nombreuses années à Paris et la maîtrise parfaite de la langue française, il est, pendant la guerre franco-allemande de 1870, l'employé indispensable du chancelier, ainsi que son aide diplomatique, et a participé à la rédaction des négociations de la capitulation de Sedan avant le Traité de paix du 10 mai 1871 signé avec Hatzfeldt.
Par la suite, il devient chef du Département politique comme conseiller privé. Le comte Paul de Hatzfeld est ambassadeur d'Allemagne à Madrid en 1874. En raison de sa relation amicale avec le roi d'Espagne Alphonse XII. Il a été un pionnier des relations stables entre la couronne espagnole et l'Empire allemand.
En 1878, l'empereur Guillaume le nomma premier ambassadeur à l'ambassade allemande à Constantinople. Comme doyen du corps diplomatique, il a mené les négociations pour le conflit de frontière gréco-turc découlant du traité de Berlin. Par son intercession, les fouilles de Pergame furent possibles.
En 1881, il a été nommé Secrétaire d'État aux Affaires étrangères, ainsi que le représentant de la Prusse au Conseil fédéral.
À partir de 1885, il a servi comme représentant de l'Allemagne lors des négociations de la Conférence de berlin.
En octobre 1885, il est nommé ambassadeur d'Allemagne à Londres, tout en conservant le rang de ministre d'État. Il a rapidement trouvé une reconnaissance à la cour britannique et a établi des relations humaines et officielles avec le Premier ministre britannique Robert Gascoyne-Cecil, 3e marquis de Salisbury. Il a essayé de la mettre en conformité avec Bismarck, en Angleterre, en se liant à la monarchie autrichienne près de l'Empire allemand. Les états financiers et le design de l'accord euro-méditerranéen entre le Royaume-Uni, l'Italie et l'Autriche a été en grande partie en raison de son influence.
En 1890, il a négocié avec l'Angleterre le traité Heligoland-Zanzibar, à laquelle le Reich allemand a remporté Heligoland. Il a également acquis en 1899, résultat de la réalisation de la crise des Samoa.

## Distinctions
- Grand officier de l'ordre de la Couronne d'Italie
- Chevalier de l'ordre du Lion néerlandais